# Dolmen von Locqueltas

Schema Dolmen mit Seitenkammern – hier Mané Keriaval mit vier Seitenkammern und Kopfnische – Orange = Kammer bzw. Gang; Gelb = Nische/Seitenkammer; Grau = Steine; Grün = Rasen; Schwarz = vorhandene und ergänzte Kontur

Der Dolmen von Locqueltas liegt in Locoal-Mendon, westlich von Locqueltas und Auray im Département Morbihan in der Bretagne in Frankreich. Dolmen ist in Frankreich der Oberbegriff für Megalithanlagen aller Art (siehe: Französische Nomenklatur).
Der gut erhaltene Dolmen ist insgesamt 6,3 Meter lang; davon entfallen 3,7 Meter auf den langen Gang. Der Dolmen hat auf jeder Seite der rechteckigen Hauptkammer von etwa 2,6 m Länge und 2,2 m Breite eine Seitenkammer. Erhalten sind außer 23 Tragsteinen von Kammer und Gang, zwei Deckenplatten, eine über der linken Seitennische und eine über dem Gang.

Dolmen von Locqueltas
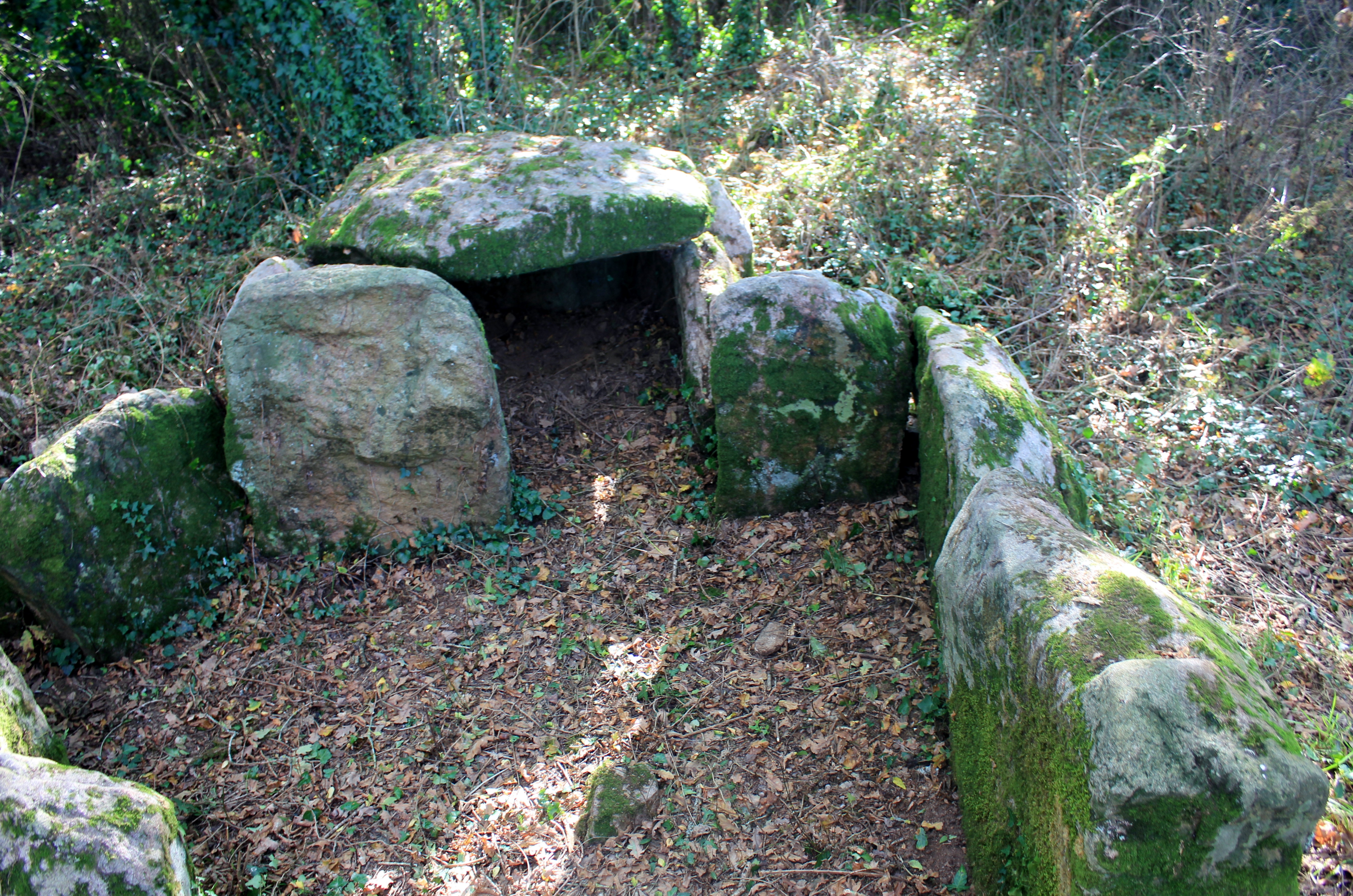
Dolmen mit Seitenkammern von Locqueltas
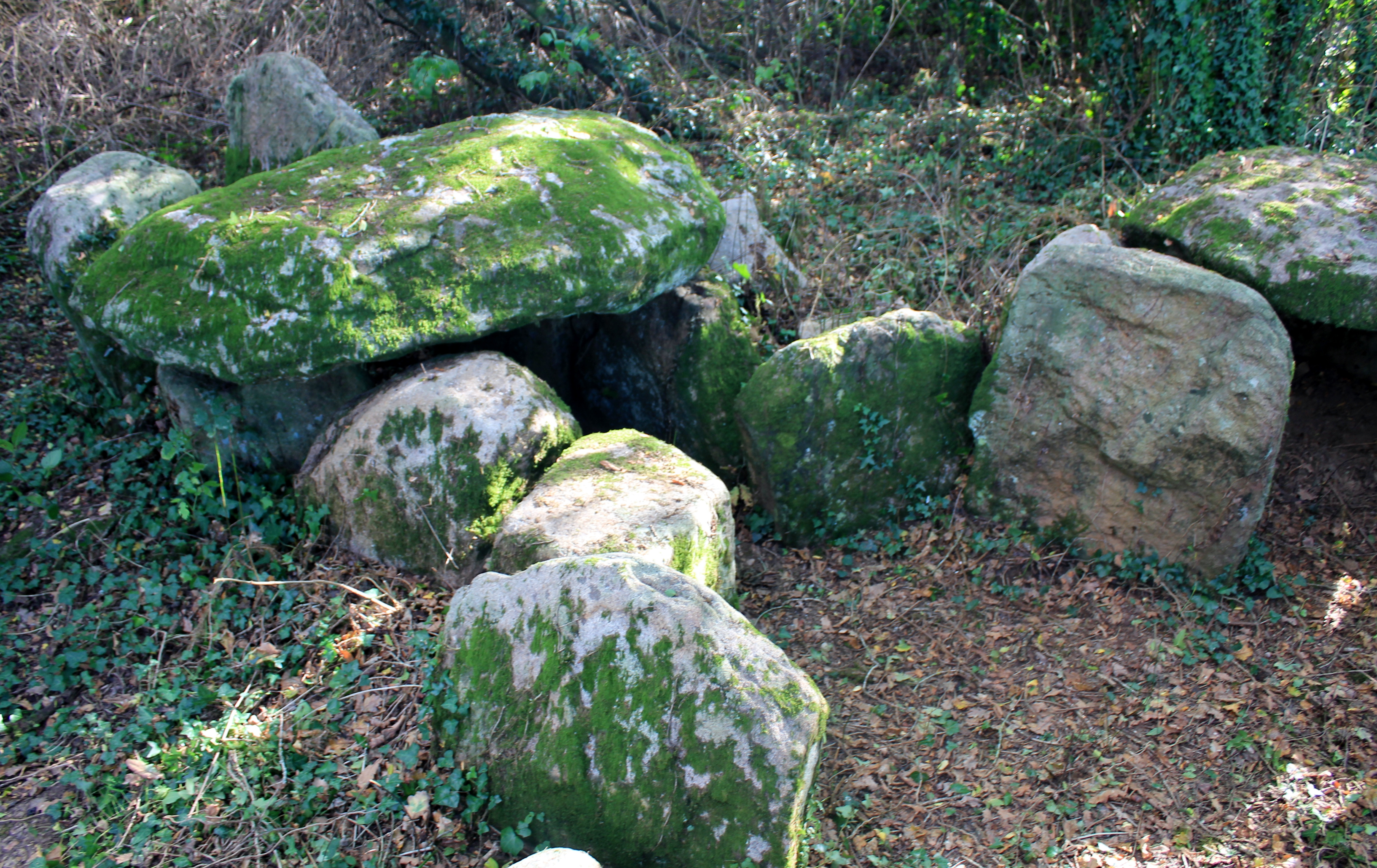
Der Gang (mit Deckstein) links
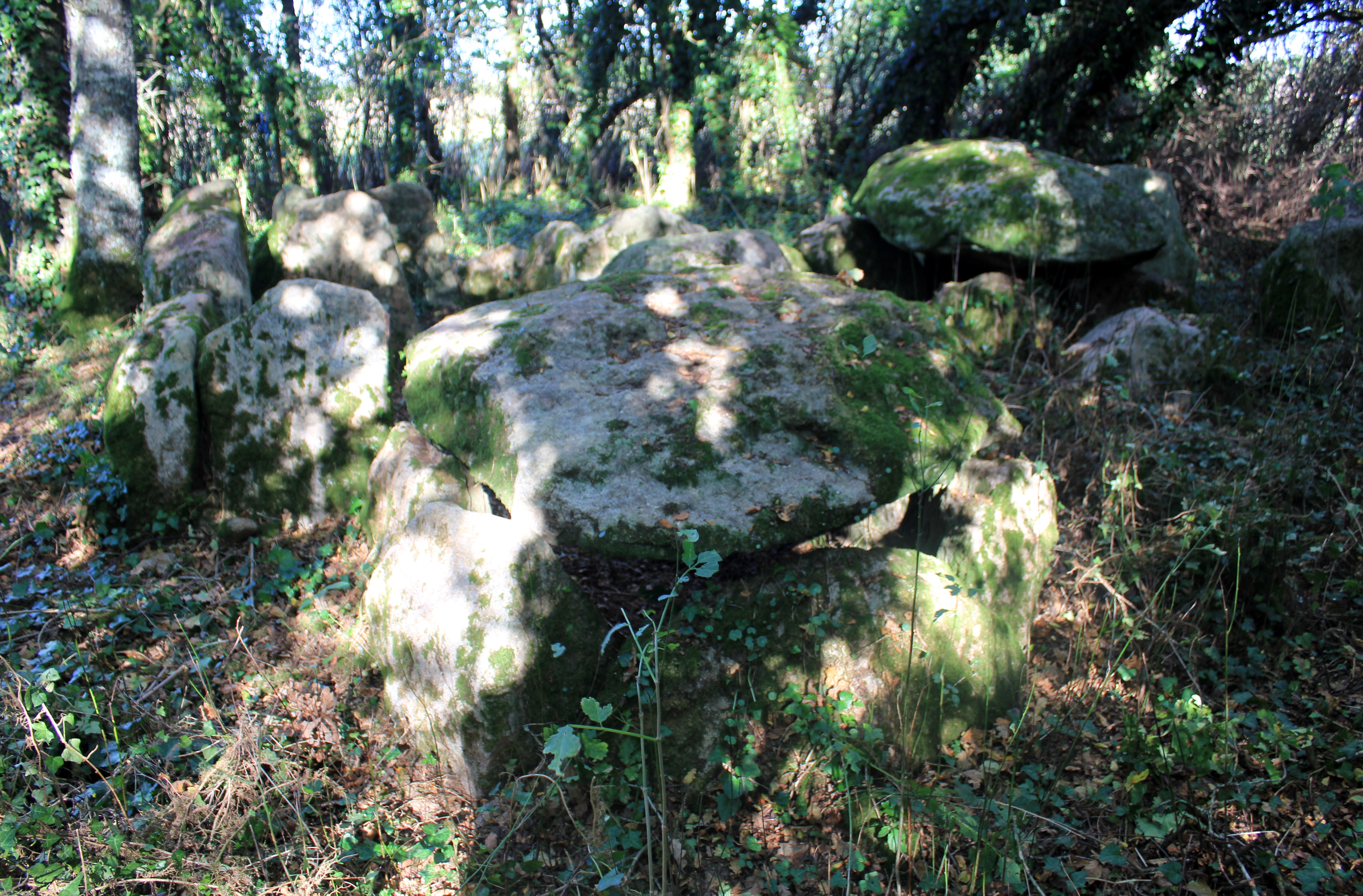
Die Seitenkammer (mit Deckstein) vorne
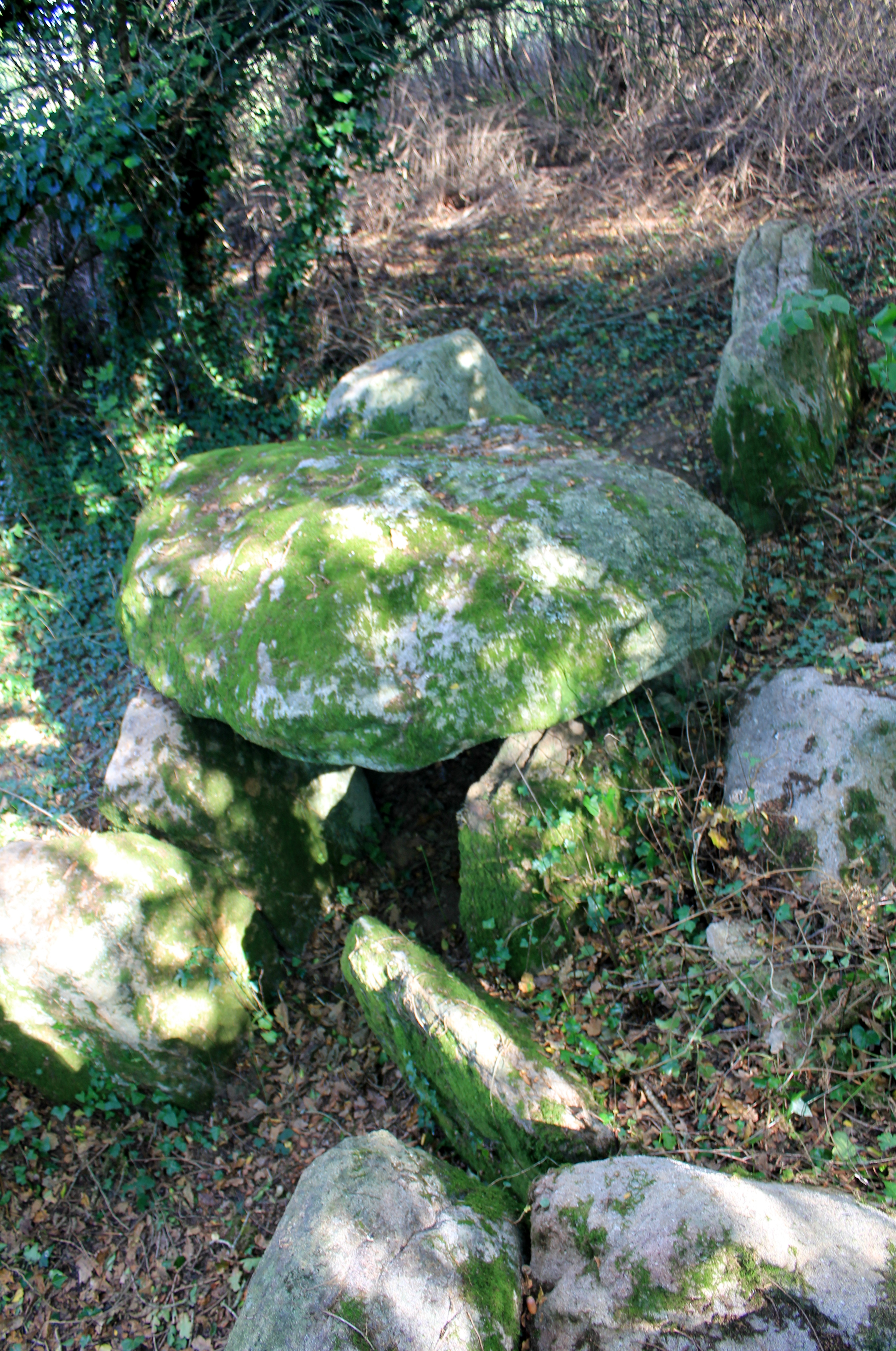
Blick auf den Gang
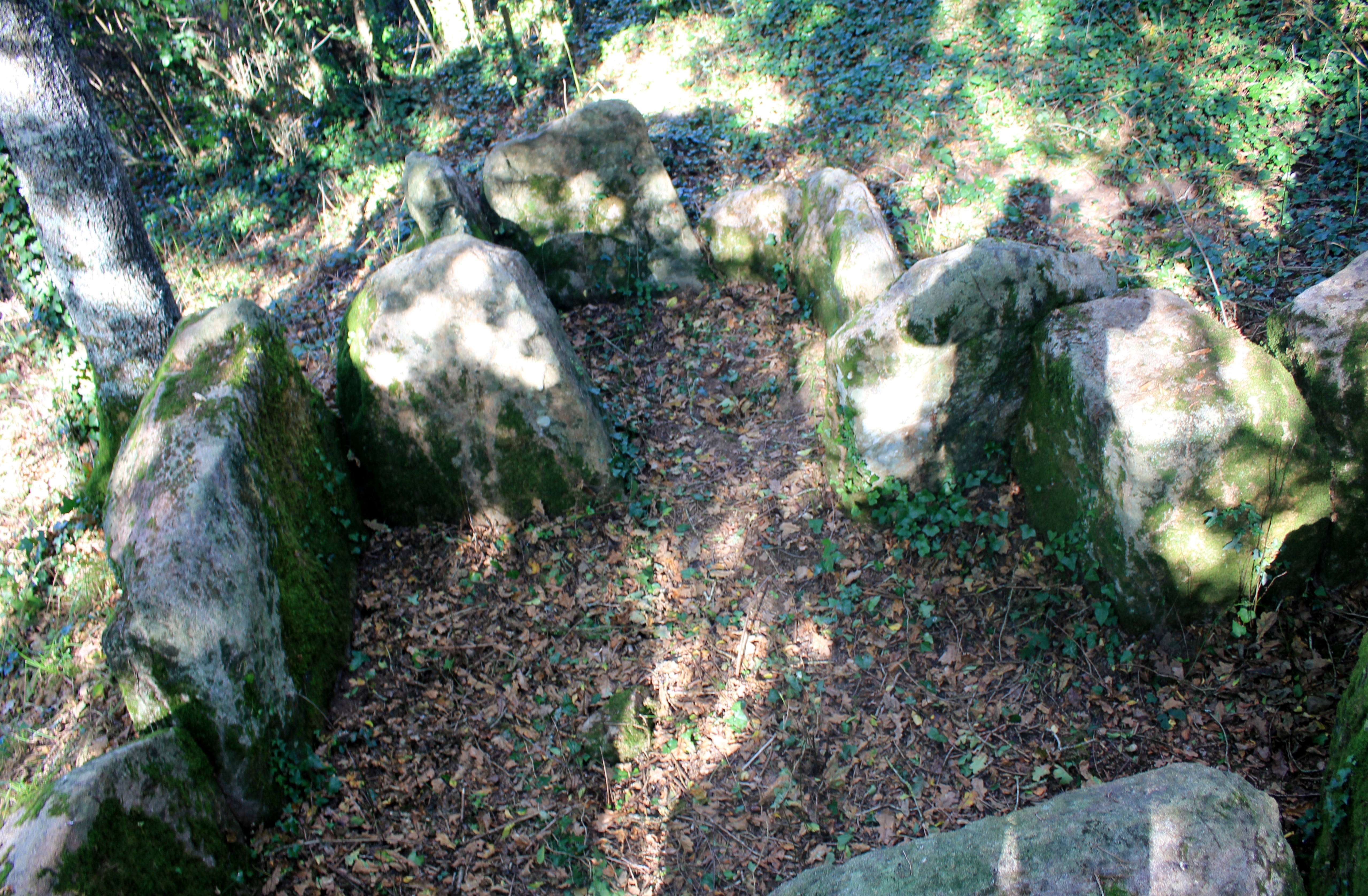
Die Seitenkammer (ohne Deckstein) hinten
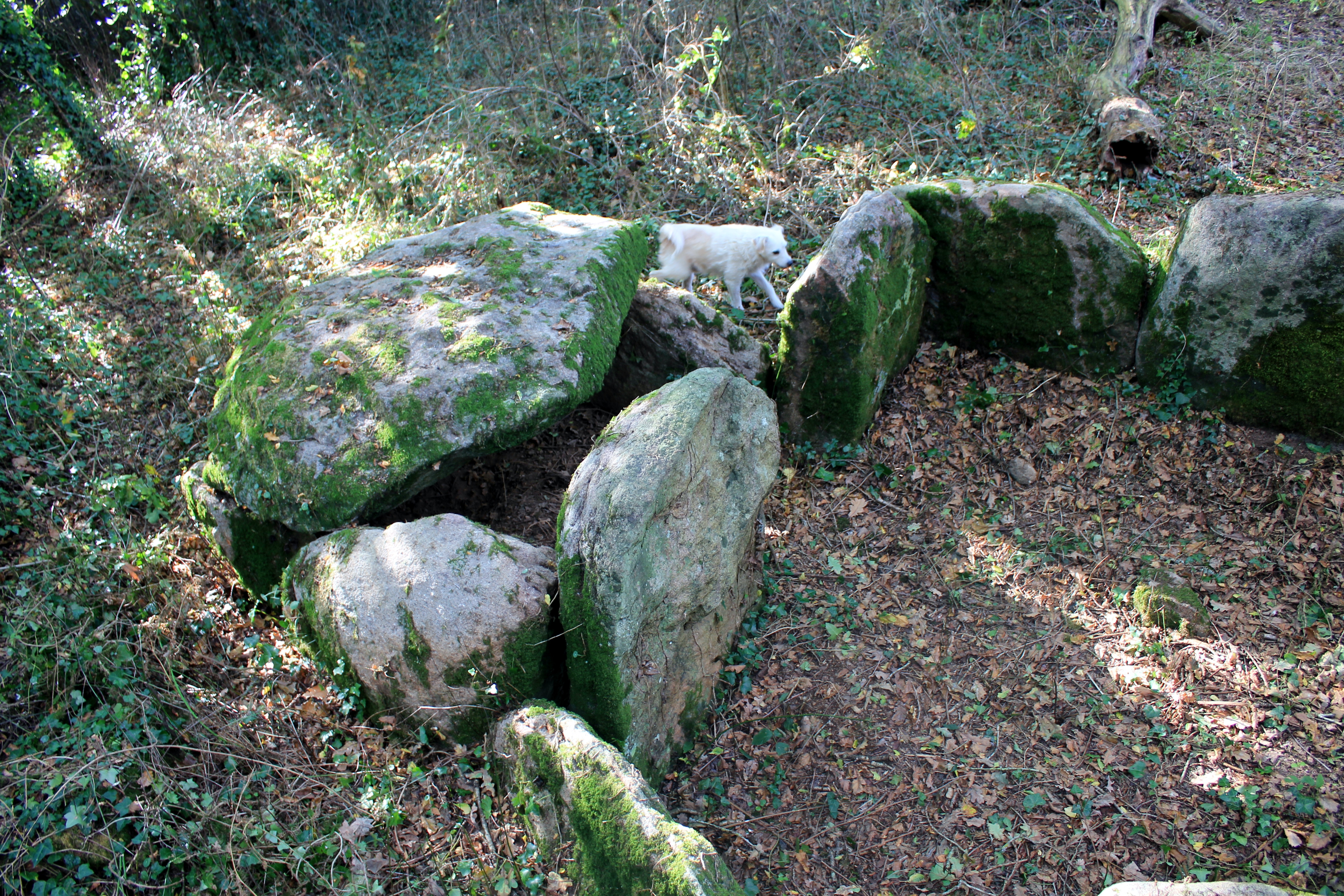
Blick auf die linke Seitenkammer

In der Nähe liegt der Dolmen Mané-er-Loh.